# Russell Mittermeier
Russell Alan Mittermeier (New York, 8 novembre 1949) è un antropologo e zoologo statunitense.

## Biografia
I genitori di Mittermeier, Francis Xavier e Bertha, erano tedeschi emigrati a New York. Dopo aver ottenuto un Ph.D. in antropologia biologica all'università di Harvard, ha condotto per i successivi 30 anni studi sul campo in tre continenti, viaggiando in più di 20 paesi, soprattutto nelle regioni tropicali, in particolare in Brasile, Suriname e Madagascar. Il lavoro di Mittermeier è rivolto soprattutto allo studio dei primati e delle tartarughe, delle aree protette e di altri aspetti della conservazione della natura. È considerato un esperto in campo di biodiversità, conservazione degli ecosistemi, biologia tropicale e conservazione delle specie. Dal 1989, Mittermeier è presidente dell'organizzazione conservativa Conservation International. Inoltre, dal 1977 è presidente del gruppo di esperti dei primati (Primate Specialist Group) della IUCN. Dal 1978 al 1989 è stato direttore del programma di conservazione dei primati del WWF. Nel 1987 è stato nominato membro della Linnean Society di New York. Tra il 1988 e il 1989 è stato presidente del gruppo di lavoro sulla biodiversità presso la Banca Mondiale. Dal 1995 è presidente della Margot Marsh Biodiversity Foundation, che si batte per la tutela dei primati a livello mondiale.
Mittermeier ha scoperto diverse nuove specie di primati, tra cui il cercocebo del fiume Sanje, lo uistitì di Maués e, nel 2010, una nuova specie di lemure del genere Phaner. Ha scritto diverse opere di divulgazione scientifica e libri scientifici, nonché oltre 300 articoli specialistici. Tra le sue opere più importanti figurano Lemurs of Madagascar (1994) e Hotspots. Earth's Biologically Richest and Most Endangered Terrestrial Ecoregions (1999). Dal 2009 è stato direttore dei nove volumi della serie Handbook of the Mammals of the World, pubblicato dalla casa editrice spagnola Lynx Edicions.
Dal 1991 Mittermeier è sposato con Cristina Goettsch, biologa marina di origini messicane e direttrice della Lega Internazionale dei Fotografi Conservazionisti (International League of Conservation Photographers). La coppia ha due figli.

## Onorificenze
- Nel 1988 Mittermeier ha ricevuto la Medaglia d'Oro dello zoo di San Diego.
- Nel 1995 è stato premiato dal principe Bernardo dei Paesi Bassi con una medaglia al merito dell'Ordine dell'Arca d'Oro.
- Nel 1997 è stato insignito dal capo di stato brasiliano con l'Ordine della Croce del Sud.
- Nel 1998 il presidente del Suriname gli ha assegnato la Gran Fascia dell'Ordine della Stella Gialla.
- Nel 1998 è stato incluso nella lista degli «EcoEroi del Pianeta» di Time Magazine.
- Nel 2004 ha ricevuto il Premio Aldo Leopold dalla American Society of Mammalogists.

Inoltre, il suo nome è stato attribuito a due specie di lemuri, il microcebo di Mittermeier (descritto nel 2006 da Edward E. Lewis) e il lepilemure di Mittermeier (descritto nel 2006 da Clément Rabarivola).
Nel 2016 Mittermeier è stato eletto membro della American Academy of Arts and Sciences.

## Elenco parziale delle opere
- 1992: Viagem philosophica: Uma redescoberta da Amazônia, 1792-1992. Index, Editora Ltda, ISBN 978-85-7083-036-4.
- 1994: Lemurs of Madagascar. Conservation International, ISBN 978-1-881173-08-3.
- 1997: Megadiversity: Earth's biologically wealthiest nations. CEMEX, ISBN 978-968-6397-50-5.
- 1999: Hotspots: Earth's biologically richest and most endangered terrestrial ecoregions. ISBN 978-968-6397-58-1.
- 2003: Wildlife Spectacles. CEMEX, ISBN 978-968-6397-72-7.
- 2005: Pantanal: South America's wetland jewel. Firefly Books, ISBN 978-1-55407-090-9.
- 2005: Transboundary conservation: A new vision for protected areas. CEMEX, ISBN 978-968-6397-83-3.